# Metatrophis
Metatrophis, monotipski biljni rod iz porodice koprivovki s otočja Tubuai (otok Rapa Iti) u Francuskoj Polineziji. Jedina vrsta je grm ili drvo M. margaretae